# Benoît Brisefer: Les taxis rouges
Benoît Brisefer: Les taxis rouges is een Frans-Belgische film uit 2014. Het is de verfilming van het gelijknamige stripalbum uit de Belgische reeks Steven Sterk van Peyo.

## Verhaal
De verhaallijnen van deze film zijn grotendeels overgenomen van het stripalbum waarop de film gebaseerd is. Om de film niet te kort te maken, is er wel wat bijgevoegd zoals het personage mevrouw Adolphine, die in het origineel album nog niet voorkwam.

## Rolverdeling
- Léopold Huet als Benoît Brisefer (Steven Sterk)
- Jean Reno als Hector Poilonez, baas van de Taxis Rouges
- Gérard Jugnot als Jules Dussiflard (Jaap Pijpers), een oude taxichauffeur en vriend van Brisefer
- Thierry Lhermitte als Arsène Duval, de schipbreukeling
- Hippolyte Girardot als de commissaris
- Évelyne Buyle als Madame Adolphine (mevrouw Adolphine)

## Achtergrond

### Productie
Het stripverhaal De rode taxi's verscheen oorspronkelijk in 1960 in het stripblad Spirou/Robbedoes. Vervolgens verscheen het in 1962 voor het eerst in albumvorm. Dit is de eerste verfilming van de stripreeks Steven Sterk. Nadat eerder De Smurfen verfilmd werd in The Smurfs door Sony Pictures Entertainment, vertrouwt de familie van Peyo de verfilming van Steven Sterk aan Lambart Productions toe. In 2011 werd deze film aangekondigd. Voor de rol van het jongetje Steven Sterk werd Leopold Huet gekozen uit 300 kandidaten.
Véronique Culliford, de dochter van Peyo, was actief betrokken bij de opnames. De opnames vonden plaats van september tot oktober 2013 in Lissabon, waar men een fictief, klein, Frans stadje genaamd Vivejoie-la-Grande construeerde voor de film. Voor de taxi's in de film werden nieuwe auto's ontworpen op basis van sedans uit de jaren 50 en 60. De overige auto's en kostuums horen ook bij die tijd. Toch bevat de film enkele anachronismes, zoals een aantal spullen van het bureau van Poilonez. De speciale effecten in de film is het werk van Mac Guff.

### Muziek
Op 30 december 2014 bracht La Roseraie het lied Little Boy uit deze film uit.

### Homemedia
Op 3 maart 2015 verscheen de film op dvd en blu-ray. Op 1 oktober 2015 verscheen het opnieuw op dvd.

## Ontvangst
Op AlloCiné.fr haalde de film een score van 1,9 op 5 op basis van 46 reviews. De tijdschriften Femme actuelle, Le Parisien, Le Dauphiné Libéré en de website aVoir-aLire.com gaven ook reviews met een gemiddelde van 3 op 5. De keuze van de makers om het stripverhaal zo nauw mogelijk te volgen en de gewilde naïviteit van de film werden genoemd als een pluspunt.